# Кошелєва Альона Володимирівна
Альона Володимирівна Кошелєва (нар. 14 липня 1990, Харків, Українська РСР) — народний депутат України 8-го скликання, пройшла під 13-й номером у списку Радикальної партії Олега Ляшка.

## Освіта
У 2005 році закінчила Харківську загальноосвітню школу № 158.
В 2012 році закінчила Харківський національний університет радіоелектроніки, спеціальність економічна кібернетика.
В 2013 році закінчила Харківський національний технічний університет будівництва і архітектури, спеціальність архітектура.

## Трудова діяльність
З 2012 по 2013 рік — адміністратор ресторану Ciro's Pomodoro.

## Політична діяльність
На парламентських виборах 2014 року увійшла до партійного списку Радикальної партії Олега Ляшка, зайнявши 24 місце. Голова підкомітету з питань державної економічної політики, регулювання державних закупівель, державної політики у сфері побутових відходів та металобрухту Комітету з питань економічної політики.
Також є секретарем групи з міжпарламентських зв'язків з Італією і членом груп з міжпарламентських зв'язків з Туреччиною, Фінляндією, Катаром, Австрією, КНР і Норвегією.

## Сім'я
Батько, Кошелєв Володимир Павлович — директор Харківського лікеро-горілчаного заводу.

## Критика
Альона Кошелєва вказує, що вона є волонтеркою Харківського воєнного госпіталю, однак представники групи «Сестри милосердя АТО», що опікуються вказаним госпіталем, зазначають, що про таку навіть не чули.
Після засідання Верховної ради Альона Кошелєва вийшла з залу в супроводженні двох охоронців, почала втікати від журналістів і не змогла дати відповідь на запитання останніх, який державний устрій в Україні.
Є автором законопроєкту № 3637, який дозволяє обходити систему Prozorro при державних закупівлях, збільшуючи ризики корупційних зловживань та гальмуючи реформу державних закупівель.